# ATA Airlines
ATA Airlines – amerykańska tania linia lotnicza z siedzibą w Indianapolis, w stanie Indiana. Linie ogłosiły bankructwo w kwietniu 2008 roku.